# Thomasia multiflora
Thomasia multiflora är en malvaväxtart som beskrevs av Ernst Georg Pritzel. Thomasia multiflora ingår i släktet Thomasia och familjen malvaväxter. Inga underarter finns listade i Catalogue of Life.